# Мартин Заимов
Мартин Михайлов Заимов e български финансист и политик, бивш подуправител на Българската народна банка и кандидат за кмет на София.

## Биография
Роден е на 16 април 1962 г. в Женева. Завършва „Електронна техника“ в Технически университет - София и макроикономика в London School of Economics. Говори английски, френски и руски.
В ранните си години работи за френските компании „Бис“ и „Луи Драйфус“. През 1992 г. заедно с Левон Хампарцумян основават „Българска одиторска компания“, която впоследствие е купена от Coopers&Lybrand. През 1997 г. е заместник-министър на търговията в служебното правителство на Стефан Софиянски. От 1 юли 1997 е подуправител на Българската народна банка (БНБ) и ръководител на управление „Емисионно“, което контролира валутния борд. През 2003 г. подава оставка малко преди изтичането на мандата му и е назначен за изпълнителен директор и председател на управителния съвет на Пощенска банка. На следващата година напуска поста, по-късно е и председател на управителния съвет на Парк АДСИЦ. От 2007 г. е член на УС на „Сосиете Женерал Експресбанк“.

## Род, семейство и личен живот
Мартин Заимов е внук на ген. Владимир Заимов и правнук на Стоян Заимов. Майка му Клавдия Заимова дълго време живее в Швейцария, където работи към Световната здравна организация в Женева. Баща му е Майкъл Голдсмит, британски журналист в агенция „Асошиейтед Прес“ и кадрови офицер от МИ-6 с мисии в Конго, Виетнам, Ливан, ЦАР и други „горещи“ точки, обявен за „персона нон грата“ в ЧССР през 1960 г. (вж. „Rude pravo“ и архив на Foreign Office за юли 1960, т. 3; AP, 14 Oct. 1995; NY Times, 25 Nov. 2009).
Не е женен и има три деца: Захари Заимов, Тома Заимов и Сара Заимова. Живее на семейни начала с рекламистката Калина Жулева (изпълнителен директор на „New Moment New Ideas“), дъщеря на члена на ЦК на БКП и дългогодишен посланик на България в САЩ, Стоян Жулев.

## Политическа дейност
През 2007 г. Съюзът на демократичните сили и Демократи за силна България съвместно издигат кандидатурата на Мартин Заимов за кмет на София. Той също е определен и за водач на общата листа на двете партии за общински съветници. Получава 17,77% от гласовете и остава втори след действащия кмет и кандидат за нов мандат Бойко Борисов, който печели на първия тур с 53,43%. Заимов е избран за общински съветник. На първото заседание на Столичния общински съвет (СОС) е избран за заместник-председател.
На местните избори през 2011 година Мартин Заимов оглавява кандидатската листа за общинския съвет на Столична община на партията „Ред, законност и справедливост“. РЗС печели около 1% от гласовете в Столична община и не получава места в общинския съвет.